# NGC 2421
NGC 2421 (другие обозначения — OCL 626, ESO 560-SC2) — рассеянное скопление в созвездии Кормы. Открыто Уильямом Гершелем в 1799 году.
Удалено приблизительно на 7000 световых лет, содержит несколько сотен звёзд, его возраст составляет около 80 миллионов лет. Доля элементов тяжелее гелия в звёздах скопления составляет 0,4%, динамическая релаксация в скоплении уже произошла. Из 65 звёзд спектрального класса B в скоплении 4 точно являются Be-звёздами и ещё 6, возможно, также относятся к ним.
Этот объект входит в число перечисленных в оригинальной редакции «Нового общего каталога».